# 金子宗徳
金子 宗德（かねこ むねのり、1975年7月12日 - ）は、日本の国体学者。専攻は近代日本政治思想史・現代文明論。里見日本文化学研究所所長、月刊『国体文化』編集長、「武蔵野市の住民投票条例を考える会」代表、亜細亜大学非常勤講師、日本国体学会理事。姓名表記は常体の「徳」が使われることが多い。

## 経歴
愛知県名古屋市出身。1994年筑波大附属駒場高校卒業。京都大学経済学部から総合人間学部に転学部する。同大在学中に「国家としての『日本』――その危機と打開への処方箋」で第3回読売論壇新人賞優秀賞を受賞。1999年同大学卒業、京都大学大学院人間・環境学研究科修士課程に進学し、同博士課程修了退学。
姫路獨協大学非常勤講師、里見日本文化学研究所主任研究員などを経て、現職。靖国神社崇敬奉賛会青年部「あさなぎ」理事を2011年3月から15年2月まで務める。

## 著作
- 『安全保障のビッグバン――第3回読売論壇新人賞入選論文集』長島昭久、渡部恒雄ほか共著 読売新聞社、1998年、ISBN 978-4643980424
- 『「大正」再考――希望と不安の時代』関静雄編著、佐古丞ほか共著 ミネルヴァ書房、2007年、ISBN 978-4623036363
- 『保守主義とは何か』野田裕久編、河原祐馬ほか共著 ナカニシヤ出版、2010年、ISBN 978-4779504150